# Список держав, знищених внаслідок московської (російської) експансії
У списку в хронологічному порядку наведені держави, які були знищені (ліквідовані) в результаті завойовницької, експансіоністської політики Московського князівства і його наступників — Московського царства, Російської і Радянської імперій. 
Схема поглинання зазвичай включала такі елементи: встановлення протекторату (з різних причин) — отримання права на розміщення військових гарнізонів — отримання економічних преференцій (данина, митні пільги тощо), тобто економічне поглинання — отримання права на призначення правителя держави — введення московської адміністрації (намісника) — ліквідація держави — ліквідація титулу (посади) правителя. В різних випадках ці процеси тривали від декількох місяців до десятків років. Зазвичай після знищення держави на її території активізувалась московська колонізація і русифікація, пов'язані зі знищенням культур корінних народів.
1263 р. великий князь владимирський Олександр Невський виокремив Московське князівство зі складу Владимирського і віддав дворічному Данилу, який був наймолодшим його сином. Вже за часів першого московського князя розпочалося розширення його володінь — за рахунок захоплення рязанського міста Коломна у 1301 році. В подальшому де силою, де хітрістю московські князі захопили інші північно-руські князівства (закрема, 1362—1364 р. — Володимирське князівство, 1478 р. — Новгородську республіку, 1485 р. — Тверське князівство (основний конкурент Москви), 1510 — Псковську республіку, 1521 — Рязанське князівство). Після цього настала черга інонаціональних сусідів Московського великого князівства.
Після революцій 1917 р. колишня імперія лишилась без деяких земель на заході, але згодом, при Йосипі Сталіні, вони частково були повернуті, а після Другої світової війни в політичну і економічну залежність від СРСР потрапила майже вся Східна Європа.
Територія більшості захоплених Росією країн після розпаду СРСР у 1991 р. опинилась у складі нових національних держав, але частина їх залишилась у складі РФ — зокрема, у Поволжі, на Кавказі, в Сибіру. 
| №  | Рік знищення (окупації) | Країна                                       | Регіон          | Сучасний стан                                                                  | Примітка |
| -- | ----------------------- | -------------------------------------------- | --------------- | ------------------------------------------------------------------------------ | --- |
| 1  | 1552                    | Казанське ханство                            | Поволжя         | У складі РФ ("Республіка Татарстан" і прилеглі райони)                         | |
| 2  | 1554/1558               | Астраханське ханство                         | Поволжя         | У складі РФ                                                                    | |
| 3  | 1582/1598               | Сибірське ханство                            | Західний Сибір  | У складі РФ                                                                    | |
| 4  | 1583/1594               | Ляпінське князівство                         | Західний Сибір  | У складі РФ                                                                    | Югорське князівство |
| 5  | 1583/1643               | Кодське князівство                           | Західний Сибір  | У складі РФ                                                                    | Югорське князівство |
| 6  | 1586                    | Дем'янське князівство                        | Західний Сибір  | У складі РФ                                                                    | Югорське князівство |
| 7  | 1586                    | Цингальське князівство                       | Західний Сибір  | У складі РФ                                                                    | Югорське князівство |
| 8  | 1586                    | Білогорське князівство                       | Західний Сибір  | У складі РФ                                                                    | Югорське князівство |
| 9  | 1586/1593               | Казимське князівство                         | Західний Сибір  | У складі РФ                                                                    | Югорське князівство |
| 10 | 1586/1593               | Обдорське князівство                         | Західний Сибір  | У складі РФ                                                                    | Югорське князівство |
| 11 | 1586/1594               | Пелимське князівство                         | Західний Сибір  | У складі РФ                                                                    | Югорське князівство |
| 12 | 1594                    | Кондиське князівство                         | Західний Сибір  | У складі РФ                                                                    | Югорське князівство |
| 13 | 1594                    | Табаринське князівство                       | Західний Сибір  | У складі РФ                                                                    | Югорське князівство |
| 14 | 1594/1607               | Бардакове князівство                         | Західний Сибір  | У складі РФ                                                                    | Югорське князівство |
| 15 | 1667/1764               | Україна (Гетьманська держава на Лівобережжі) | Східна Європа   | З 1991 - Незалежна Україна                                                     | |
| 16 | 1783                    | Кримське ханство                             | Східна Європа   | Повторно окуповано Росією у 2014 р.                                            | |
| 17 | 1795                    | Річ Посполита (Польща)                       | Східна Європа   | Незалежна польська держава з 1945                                              | Знищена в результаті 3-х розділів Росією, Австрією та Пруссією                                                                          |
| 18 | 1822/1847               | Казахське ханство                            | Центральна Азія | З 1991 - Незалежний Казахстан                                                  | |
| 19 | 1801                    | Картлі-Кахетинське царство                   | Кавказ          | З 1991 - Незалежна Грузія                                                      | |
| 20 | 1801                    | Казахське султанство                         | Кавказ          | З 1991 - Незалежний Азербайджан                                                | Васал Кахеті-Картлінського царства |
| 21 | 1801                    | Шамшадільське султанство                     | Кавказ          | З 1991 - Незалежний Азербайджан                                                | Васал Кахеті-Картлінського царства |
| 22 | 1802/1864               | Аварське ханство                             | Кавказ          | У складі РФ                                                                    | |
| 23 | 1803/1806               | Бакінське ханство                            | Кавказ          | З 1991 - Незалежний Азербайджан                                                | |
| 24 | 1804                    | Гянджинське ханство                          | Кавказ          | З 1991 - Незалежний Азербайджан                                                | |
| 25 | 1804/1811               | Імеретинське царство                         | Кавказ          | З 1991 - Незалежна Грузія                                                      | |
| 26 | 1804/1867               | Мегрельське князівство                       | Кавказ          | З 1991 - Незалежна Грузія                                                      | |
| 27 | 1805                    | Шурагельський султанат                       | Кавказ          | З 1991 - Незалежна Вірменія                                                    | |
| 28 | 1805 /1822              | Карабаське ханство                           | Кавказ          | З 1991 - Незалежний Азербайджан                                                | |
| 29 | 1806                    | Дербентське ханство                          | Кавказ          | У складі РФ (Республіки Дагестан)                                              | |
| 30 | 1806                    | Кубинське ханство                            | Кавказ          | З 1991 - Незалежний Азербайджан                                                | |
| 31 | 1810/1828               | Гурійське князівство                         | Кавказ          | З 1991 - Незалежна Грузія                                                      | |
| 32 | 1813                    | Варшавське герцогство                        | Східна Європа   | Незалежна польська держава з 1945                                              | Колишній васал наполеонівської Франції, захоплення Росією закріплено рішенням Віденського конгресу 1815 р.                              |
| 33 | 1813/1819               | Шекінське ханство                            | Кавказ          | З 1991 - Незалежний Азербайджан                                                | |
| 34 | 1820                    | Ширванське ханство                           | Кавказ          | З 1991 - Незалежний Азербайджан                                                | |
| 35 | 1826                    | Талиське ханство                             | Кавказ          | З 1991 - Незалежний Азербайджан                                                | |
| 36 | 1827                    | Еріванське ханство                           | Кавказ          | З 1991 - Незалежна Вірменія                                                    | |
| 37 | 1828                    | Нахічеванське ханство                        | Кавказ          | З 1991 - Незалежний Азербайджан                                                | |
| 38 | 1844                    | Ілісуйський султанат                         | Кавказ          | З 1991 - Незалежний Азербайджан                                                | |
| 39 | 1859                    | Князівство Сванетія                          | Кавказ          | З 1991 - Незалежна Грузія                                                      | |
| 40 | 1859                    | Північно-Кавказький імамат                   | Кавказ          | У складі РФ (Республіки Дагестан)                                              | |
| 41 | 1860                    | Газікумухське ханство                        | Кавказ          | У складі РФ (Республіки Дагестан)                                              | |
| 42 | 1864                    | Кюринське ханство                            | Кавказ          | У складі РФ (Республіки Дагестан)                                              | |
| 43 | 1864                    | Абхазьке князівство                          | Кавказ          | Формально самопроголошена держава, фактично - окупована Росією частина Грузії. | |
| 44 | 1864/1876               | Кокандське ханство                           | Центральна Азія | З 1991 - Незалежні Узбекистан і Таджикистан                                    | |
| 45 | 1867                    | Тарковське шамхальство                       | Кавказ          | У складі РФ                                                                    | |
| 46 | 1867                    | Мехтулінське ханство                         | Кавказ          | У складі РФ                                                                    | |
| 47 | 1868/1920               | Бухарський емірат                            | Центральна Азія | З 1991 - Незалежні Узбекистан і Таджикистан                                    | |
| 48 | 1873/1920               | Хівінське ханство                            | Центральна Азія | З 1991 - Незалежні Узбекистан і Туркменістан                                   | |
| 49 | 1918                    | Білоруська Народна Республіка                | Східна Європа   | З 1991 - Незалежна Білорусь                                                    | |
| 50 | 1920                    | Азербайджанська Демократична Республіка      | Кавказ          | З 1991 - Незалежний Азербайджан                                                | |
| 51 | 1920                    | Республіка Вірменія                          | Кавказ          | З 1991 - Незалежна Вірменія                                                    | |
| 52 | 1920                    | Українська Народна Республіка                | Східна Європа   | З 1991 - Незалежна Україна                                                     | |
| 53 | 1921                    | Грузинська Демократична Республіка           | Кавказ          | З 1991 - Незалежна Грузія                                                      | |
| 54 | 1939                    | Польща                                       | Східна Європа   | Польща                                                                         | Окупована разом з гітлерівською Німеччиною, З 1945 відроджена під контролем СРСР, але території, захоплені у 1939 р. залишились за СРСР |
| 55 | 1940                    | Литва                                        | Східна Європа   | З 1991 - Незалежна Литва                                                       | |
| 56 | 1940                    | Латвія                                       | Східна Європа   | З 1991 - Незалежна Латвія                                                      | |
| 57 | 1940                    | Естонія                                      | Східна Європа   | З 1991 - Незалежна Естонія                                                     | |
| 58 | 1944                    | Тувінська Народна Республіка                 | Центральна Азія | У складі РФ                                                                    | |

Окрім державних утворень, в процесі російської експансії були підкорені десятки племен (переважно в Азії), які ще не мали своїх держав, багато з них зникли через нові невідомі хвороби, вимушені переселення, експлуатацію й утиски з боку колонізаторів, а також через знищення у відповідь на опір завойовникам.
Деякі держави уникли повного знищення, але вимушені були поступитися певною частиною території - наприклад, Фінляндія у 1940 р.
З 2014 р. триває збройна боротьба України за свою незалежність і територіальну цілісність, так як чинні російські керівники де-факто не визнають права України на існування. Росією окуповані українські Крим і частина Донбасу. 24 лютого 2022 року рашистська Росія відкрито напала на Україну, 30 вересня РФ анексувала Луганську, Донецьку, Запорізьку і невелику частину (Кінбурнський півострів) Миколаївської областей України.